# 慢热型作品
在娱乐行业中，慢热型作品（英語：Sleeper hit）指的是那些发布时看似不太有前景，但却意外获得成功的电影、电视剧、音乐发行、视频游戏或其他娱乐产品。慢热型作品可能在发布时宣传不足或启动不成功，但随着媒体（包括社群媒體）的关注逐渐发展出粉丝群体，从而增加了公众曝光度和对该产品的兴趣。正如《綜藝》所言，“‘慢热型作品’可以定义为那种让我们感到惊讶的节目——其受欢迎程度随着时间增长，最终可能超越预期的热门作品。”慢热型作品往往缺乏明星演员或高制作价值，但凭借叙事、风格或新颖性等特点，以及市场偶然因素，往往能获得成功。